# Гейс ван Ленеп
Гейсберт (Гейс) Ван Ленеп (на нидерландски: Gijsbert (Gijs) van Lennep) е нидерландски благородник и пилот от Формула 1.

## Кариера
Ван Ленеп кара за Порше в спортните автомобили през 1967 и заедно с Хелмут Марко печели 24-те часа на Льо Ман през 1971, карайки №22 Мартини спонсорирано Порше 917К. Те поставят рекорд на трасето за най-бърза обиколка, подобрен през 2010 г.
Същата година нидерландецът е нает да се състезава за Съртис за домашното състезание, където завършва осми при лоши времеви услови. Следващата година печели британската Формула 5000 със Съртис TS11 и в същото време се състезава за отбора на Франк Уилямс за три състезания, като в Нидерландия печели точка за отбора, финиширайки 6-и. С Инсайн постига и втора точка в Германия през 1975, което го прави втория най-успешен нидерландец във Формула 1 преди появяването на Йос Верстапен.
През 1973 той печели последното състезание на Тарга Флорио с Херберт Мюлер с Порше Карера RSR.
Ван Ленеп продължава кариерата си в спортните прототипи, като печели за втори път 24-те часа на Льо Ман заедно с белгиеца Джеки Икс с Порше 956 Турбо през 1976, преди да прекрати своята кариера.